# Erythrosuchus
Erythrosuchus africanus
Genre
Espèce
Erythrosuchus est un genre éteint de « reptiles » archosaures d'Afrique du Sud qui vivait au cours du Trias, il y a environ entre 252 et 201 Ma (millions d'années).
Une seule espèce est rattachée au genre : Erythrosuchus africanus.
C'était l'un des reptiles terrestres les plus grands du Trias. Très vorace, il déchiquetait ses proies à l'aide de ses grandes dents incurvées (taille en description).

## Description
C'était un prédateur redoutable de cinq mètres de long et d'environ 2 mètres de hauteur. Bien qu'il soit de petite taille, il s'attaquait à n'importe qui même à ses congénères[réf. nécessaire]. Il possède une tête gigantesque (1 m) garnie de dents incurvées de 10 à 15 cm[réf. nécessaire]. Il pesait aux alentours de 500 kg.

## Paléoécologie
À la fin du Trias, la niche écologique est abandonnée par Erythrosuchus et est remplie par des créatures telles Saurosuchus et Postosuchus[Quoi ?][réf. nécessaire].